# Jeffry Romero
Romero  Corredor est un nom espagnol. Le premier nom de famille, en général paternel, est Romero ; le second, en général maternel, souvent omis, est Corredor.
Jeffry Johan Romero Corredor est né à Sogamoso (département de Boyacá), le 4 octobre 1989. C'est un coureur cycliste colombien, professionnel de 2008 à 2016. Il est le neveu d'Edgar Corredor. 

## Biographie
En 2005, il devient champion de Colombie cadets (moins de 17 ans). Il termine deux ans plus tard troisième du championnat de Colombie du contre-la-montre juniors (moins de 19 ans).

Il remporte sa première victoire professionnelle en 2008, lors de la cinquième étape du Tour du Guatemala.
En 2009, il rejoint l'équipe Boyacá es Para Vivirla.
En 2011, il participe à son premier Tour de Colombie. Lors de la 6e étape, il participe à une échappée qui lui permet de se replacer au deuxième rang du classement général provisoire, après avoir même été leader virtuel. Après la 9e étape, il rétrograde peu à peu et finit l'épreuve, à la 12e place. Toutefois, il s'adjuge le classement des moins de 23 ans.

### Saison 2012
Il participe au projet insufflé par le ministre des sports colombien, Jairo Clopatofsky. Il devient membre de la nouvelle équipe continentale professionnelle Colombia - Coldeportes. Il s'installe avec ses coéquipiers à Brescia, pour disputer la saison cycliste européenne.

## Palmarès
- 2005
  -  Champion de Colombie sur route cadets
- 2007
  - 3e du championnat de Colombie du contre-la-montre juniors
  - 8e du championnat du monde sur route juniors
- 2008
  - 5e étape du Tour du Guatemala
- 2009
  - 2e étape de la Vuelta a Boyacá
- 2010
  - 3e étape de la Vuelta a Boyacá
- 2011
  - 3e étape de la Vuelta a Boyacá
  - 2e de la Clásica de Fusagasugá
- 2014
  - 2e étape du Tour de Colombie
- 2015
  - 3e du championnat de Colombie sur route
- 2016
  - 4e et 5e étapes de la Vuelta al Tolima

## Résultats sur les grands tours

### Tour d'Italie
1 participation 
- 2014 : 149e

## Classements mondiaux
| Année            | 2009 | 2010 | 2011 | 2012 | 2013 | 2014 | 2015 |
| ---------------- | ---- | ---- | ---- | ---- | ---- | ---- | ---- |
| UCI America Tour | 216e |      |      | 393e |      | 194e | 183e |
| UCI Asia Tour    |      |      |      |      |      | 388e |      |
| UCI Europe Tour  |      |      |      | 412e | 821e | 940e |      |